# Groß-Andamaner

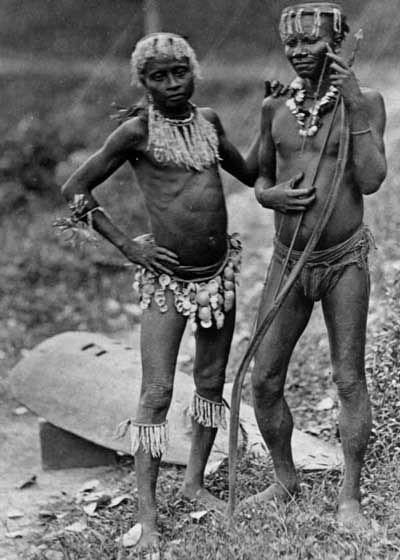
Zwei Andamaner in traditioneller Kleidung (1875)

Die  Groß-Andamaner sind eine Ethnie auf den Andamanen und stellen eine Untergruppe der Andamaner dar. Diese bestand aus zehn indigenen Völkern, die zwischen 200 und 700 Personen zählten und alle eine eigene Sprache sprachen, unter anderem den Bea, Bo, Jeru, Khora und Pucikwar. 
Das Volk der Groß-Andamaner zählte zu Beginn der Kolonialisierung durch die Britische Ostindien-Kompanie mehr als 5.000 Angehörige. Sie starben an eingeschleppten Krankheiten, Hunderte verloren ihr Leben bei den Auseinandersetzungen mit britischen Siedlern. Die von den Briten veranlasste Deportation in ein Andamanen-Heim überlebten viele der Einheimischen nicht lange. Von den 150 dort geborenen Kindern wurde keines älter als zwei Jahre.
1970 wurden die Groß-Andamaner von den indischen Behörden auf das 2 km² große, indische Strait Island umgesiedelt, wo sie von der Regierung abhängig sind.
Im Jahr 2010 lebten noch 52 Groß-Andamaner. 
Der Unterstamm der Bo soll seit 65.000 Jahren auf den Andamanen-Inseln gelebt haben. Er kam um 1901 als letztes Volk mit den Briten in Kontakt und umfasste damals noch 48 Personen. Ende Januar 2010 starb Boa Senior, die letzte Überlebende, die gemäß der Sprachwissenschaftlerin Anvita Abbi noch die Bo-Sprache beherrschte, im Alter von 85 Jahren.